# تيوفيلو بيتينكورت بيريرا
تيوفيلو بيتينكورت بيريرا (بالبرتغالية: Teóphilo Bettencourt Pereira‏) الشهير باسم تيوفيلو (9 أغسطس 1906 في البرازيل – 10 أبريل 1988) لاعب كرة قدم برازيلي راحل كان يجيد اللعب في مركز المهاجم.
حقق تيوفيلو بطولة كاريوكا مرة واحدة مع نادي فلومينينسي في 1917 وحققها مرة أخرى مع نادي ساو كريستوفاو سنة 1926.
شارك مع منتخب البرازيل في بطولة كأس العالم لكرة القدم 1930 التي أقيمت في الأوروغواي وخرج من الدور الأول.

## روابط خارجية
- تيوفيلو بيتينكورت بيريرا على موقع الاتحاد الدولي (مؤرشف)  (الإنجليزية)
- تيوفيلو بيتينكورت بيريرا على موقع ناشيونال فوتبول تيمز (الإنجليزية)
- تيوفيلو بيتينكورت بيريرا على موقع Soccerway.com (الإنجليزية)